# Osteomeles
Osteomeles es un género de fanerógamas con 26 especies, perteneciente a la familia de las rosáceas.
Sus miembros son nativos de varias zonas alrededor de la Cuenca del Pacífico. Los frutos de todas las especies de este género son comestibles.

## Taxonomía
Osteomeles fue descrito por John Lindley y publicado en Transactions of the Linnean Society of London 13(1): 96–98–99, pl. 8, en el año 1821. La especie tipo es: Osteomeles anthyllidifolia (Sm.) Lindl.

## Especies
- Osteomeles anthyllidifolia
- Osteomeles anthyllifolia
- Osteomeles boninensis
- Osteomeles chinensis
- Osteomeles cordata
- Osteomeles escalloniaefolia
- Osteomeles ferruginea
- Osteomeles gayana
- Osteomeles glabrata
- Osteomeles goudotiana
- Osteomeles incerta
- Osteomeles intermedia
- Osteomeles lanata
- Osteomeles latifolia
- Osteomeles obovata
- Osteomeles obtusifolia
- Osteomeles pachyphylla
- Osteomeles pentlandiana
- Osteomeles pernettyoides
- Osteomeles persoonii
- Osteomeles pyracantha
- Osteomeles resinoso-punctata
- Osteomeles rufescens
- Osteomeles schwerinae
- Osteomeles schweriniae
- Osteomeles subrotunda